# Front Side Bus

Схематична діаграма чипсета материнської плати

Front Side Bus (FSB) — шина, що забезпечує з'єднання між x86-сумісних центральним процесором і внутрішніми пристроями.
Як правило, сучасний персональний комп'ютер на базі x86-сумісного мікропроцесора влаштований таким чином: мікропроцесор через FSB підмикається до системного контролера, який зазвичай називають «північним мостом», (англ. Northbridge). Системний контролер має у своєму складі контролер ОЗП (у деяких сучасних персональних комп'ютерах контролер ОЗП вбудований в мікропроцесор), а також контролери шин, до яких підключаються периферійні пристрої. Набув поширення підхід, при якому до північного мосту підключаються найпродуктивніші периферійні пристрої, наприклад, відеокарти з шиною PCI Express 16×, а менш продуктивні пристрої (мікросхема BIOS'а, пристрої з шиною PCI) підключаються до так званого «південного моста» (англ. Southbridge), який з'єднується з північним мостом спеціальною шиною.
Набір з «південного» і «північного» мостів називають набором системної логіки, але частіше застосовується калька з англійської мови «чипсет» (англ. chipset).
Таким чином, FSB працює як магістральний канал між процесором і чипсетом.
Деякі комп'ютери мають зовнішню кеш-пам'ять, підключену через «задню» шину (англ. back side bus), яка швидша, ніж FSB, але працює тільки зі специфічними пристроями.

## Параметри FSB у деяких мікропроцесорів
| Процесор                                                      | Частота FSB                           | Тип FSB           | Теоретична пропускна спроможність             |
| ------------------------------------------------------------- | ------------------------------------- | ----------------- | --------------------------------------------- |
| Pentium II                                                    | 66 / 100 МГц                          | GTL+              | 533 / 800 МБ/с                                |
| Pentium III                                                   | 100 / 133 МГц                         | AGTL+             | 800 / 1066 МБ/с                               |
| Pentium 4                                                     | 100 / 133 / 200 МГц                   | QPB               | 3200 / 4266 / 6400 МБ/с                       |
| Pentium M                                                     | 100 / 133 МГц                         | QPB               | 3200 / 4266 МБ/с                              |
| Pentium D                                                     | 133 / 200 МГц                         | QPB               | 4266 / 6400 МБ/с                              |
| Pentium 4 EE                                                  | 200 / 266 МГц                         | QPB               | 6400 / 8533 МБ/с                              |
| Intel Core                                                    | 133 / 166 МГц                         | QPB               | 4266 / 5333 МБ/с                              |
| Intel Core 2                                                  | 200 / 266 / 333 / 400 МГц             | QPB               | 6400 / 8533 / 10660 / 12800 МБ/с              |
| Xeon — ядро P6                                                | 100 / 133 МГц                         | GTL+              | 800 / 1066 МБ/с                               |
| Xeon — ядро NetBurst                                          | 100 / 133 / 166 / 200 / 266 / 333 МГц | QPB               | 3200 / 4266 / 5333 / 6400 / 8533 / 10660 МБ/с |
| Xeon — ядро Penryn                                            | 266 / 333 / 400 МГц                   | QPB               | 8533 / 10660 / 12800 МБ/с                     |
| Athlon                                                        | 100 / 133 МГц                         | EV6               | 1600 / 2133 МБ/с                              |
| Athlon XP                                                     | 133 / 166 / 200 МГц                   | EV6               | 2133 / 2666 / 3200 МБ/с                       |
| Майже усі AMD K8 Athlon 64/FX/Opteron                         | 800 / 1000 МГц                        | HyperTransport v1 | 6400 / 8000 МБ/с                              |
| Нове покоління AMD K8 і усі K10 Turion 64 X2/Phenom/Phenom II | 1600 / 1800 / 2000 МГц                | HyperTransport v3 | 12800 / 14400 / 16000 МБ/с                    |
| PowerPC 970                                                   | 900 / 1000 / 1250 МГц                 | —                 | 7200 / 8000 / 10000 МБ/с                      |
| 1. 2.                                                         |                                       |                   |                                               |

Кожна з вторинних шин працює на своїй частоті (яка може бути як вище, так і нижче частоти FSB). Іноді частота вторинної шини є похідною від частоти FSB, іноді задається незалежно.

### Частота процесора
Частоти, на яких працюють центральний процесор і FSB, мають загальну опорну частоту, і зрештою визначаються виходячи з їхніх коефіцієнтів множення (частота пристрої = опорна частота * коефіцієнт множення).

### Пам'ять
Слід виділити два випадки:
Контролер пам'яті в системному контролері
До певного моменту в розвитку комп'ютерів частота роботи пам'яті збігалася з частотою FSB, на сучасних персональних комп'ютерах частоти FSB і шини пам'яті можуть розрізнятися. Оскільки процесор працює з пам'яттю через FSB, то продуктивність FSB є одним з найважливіших параметрів такої системи.
Контролер пам'яті в процесорі
Сучасні процесори мають вбудований контролер пам'яті, тому в них дуже слабка залежність продуктивності процесора від FSB.

### Периферійні шини
Існують системи, переважно старі, де FSB і периферійні шини ISA, PCI, AGP мають спільну базову частоту, і спроба зміни частоти FSB, не за допомогою її коефіцієнта множення, а за допомогою зміни опорної частоти, призведе до зміни частот периферійних шин, і навіть зовнішніх інтерфейсів, таких як Parallel ATA. На інших системах, переважно нових, частоти периферійних шин не залежать від частоти FSB.
У системах з високою інтеграцією контролери пам'яті та периферійних шин можуть бути вбудовані в процесор, і сама FSB в таких процесорах відсутня принципово. До таких систем можна віднести персональну платформу «Intel» LGA 1156.